# Утемуратов Алідар Булатович
Алідар Булатович Утемуратов (27 квітня 1979 р.) — бізнесмен, продюсер, засновник інвестиційної групи компаній «Green Apple», член наглядової ради науково-освітнього фонду «Аспандау».

## Біографічна довідка
Народився в місті Алмати. В 1998 році закінчив Пекинський Університет мови і культури (факультет китайської мови та культури) та Лондонську школу економіки (факультет макроекономіки), в 1999 році — Європейську школу бізнеса, у 2002 році — Університет Лафборо (факультет економіки та політології). За спеціальністю — економіст-політолог.
З 2002 по 2006 рр. працював в АТ «Казахтелекома» (Віцепрезидент — Генеральний директор Дирекції корпоративних продаж «Казахтелекома»).
З жовтня 2006 року по червень 2012 року — президент АТ «Altyntau Resources» (до грудня 2010 року — АТ «Васильківський ГЗК») і главою Групи компаній «Алтинтау». Підприємство займається розробкою Васильківського золоторудного місценародження. Під керівництвом Алідара Утемуратова півтора року було побудовано та запущено унікальне золотовидобувне виробництво. Цей проєкт став одним з перших реалізованих проєктів в рамках Державної програми форсованого індустріально-іноваційного розвитку на 2010—2014 роки, затвердженої Наказом Президента Республіки Казахстан від 19.03.2010 № 958. Таким чином, за період з 2006 по 2012 рік обсяг виробництва золота виріс в 12 разів — з 0,5 тони золота на рік у 2006 р. до 9 тонн у 2012 р.

## Бізнес
В червні 2012 року залишив посаду президента АТ «Altyntau Resources». З цього часу розвиває інвестиційну групу компаній «Green Apple», стратегією якої є запровадження передових технологій та інновацій. Основні напрямки діяльності групи зосереджені у сфері телекомунікацій та медіа.

## Продюсерська діяльність
У 2013 р. виступив генеральним продюсером картини «Ограбление по-казахски». Бюджет фільму — 2 млн доларів.

## Нагороди
Нагороджено орденом «Курмет» (2011 р.), медаллю «Астананың он жылдығы» (2008 р.), нагрудним знаком «Еңбекданқы» III ступеня (2010 р.).

## Сім'я
Батько — Булат Утемуратов, президент Федерації теніса Казахстана.
Брат — Ануар Утемуратов, бізнесмен, підприємець, кінопродюсер.